# Odon (rivier)
De Odon is een zijrivier van de Orne in het departement Calvados in Normandië. Hij ontspringt in Ondefontaine, en mondt uit in de Orne iets voorbij Caen.